# Macropsis quadrimaculata
Macropsis quadrimaculata är en insektsart som beskrevs av Breakey 1932. Macropsis quadrimaculata ingår i släktet Macropsis och familjen dvärgstritar. Inga underarter finns listade i Catalogue of Life.